# Mary Chapin Carpenter
Mary Chapin Carpenter (21 febbraio 1958) è una cantautrice e chitarrista statunitense.
Musicista country/folk, ha speso diversi anni cantando nei club di Washington, D.C. prima di firmare un contratto alla fine degli anni 80 con la Columbia Records, 'commercializzandola' come cantante country. Il suo primo album, Hometown Girl del 1987, non produsse nessun singolo, sebbene State of the Heart nel 1989 e Shooting Straight in the Dark nel 1990, produssero ciascuno 4 Top 20 hits singoli nella Billboard country.
Nel 1992, Carpenter realizzò il suo maggior album di successo, Come On Come On che fu certificato con 4 dischi platino in U.S.A per i 4 milioni di copie vendute. Seguì con Stones in the Road (1994) e A Place in the World (1996), che caratterizzarono i suoi maggiori singoli. Nel 2000, gli album della Carpenter si allontanarono da i lavori tamatici e musicali dei suoi primi anni, diventando medio radio-friendly e più focalizzati su temi sociali e politici. Il suo più recente album, The Calling, fu realizzato nel Marzo 2007.
Carpenter ha vinto 5 Grammy Award ed è la sola artista ad aver vinto consecutivamente 4 Grammy Award for Best Female Country Vocal Performance, che ricevette dal 1992 al 1995. A partire dal 2005, 
ha venduto più di 12 milioni di dischi.
Carpenter si è esibita in show televisivi come Late Night with David Letterman e Austin City Limits ed in frequenti tours, ritornando a Washington circa ogni estate esibendosi all'aperto nella via Wolf Trap.

## Album
| Anno | Album                               | Grafico Posizioni | Grafico Posizioni | Grafico Posizioni | Certificazioni | Certificazioni | Certificazioni |
| Anno | Album                               | U.S. 200          | U.S. Country      | U.K.              | U.S.           | U.K.           | Canada         |
| ---- | ----------------------------------- | ----------------- | ----------------- | ----------------- | -------------- | -------------- | -------------- |
| 1987 | Hometown Girl                       |                   |                   |                   |                |                |                |
| 1989 | State of the Heart                  | 183               | 28                |                   | Oro            |                |                |
| 1990 | Shooting Straight in the Dark       | 70                | 11                |                   | Platino        |                | Oro            |
| 1992 | Come On Come On                     | 31                | 6                 |                   | 4× Platino     | Argento        | 2× Platino     |
| 1994 | Stones in the Road                  | 10                | 1                 | 26                | 2× Platino     | Argento        | Platino        |
| 1996 | A Place in the World                | 20                | 3                 | 36                | Oro            |                | Oro            |
| 1999 | Party Doll and Other Favorites      | 43                | 4                 |                   | Oro            |                |                |
| 2001 | Time* Sex* Love*                    | 52                | 4                 |                   |                |                |                |
| 2003 | The Essential Mary Chapin Carpenter |                   | 60                |                   |                |                |                |
| 2004 | Between Here and Gone               | 50                | 5                 |                   |                |                |                |
| 2007 | The Calling                         | 59                | 10                |                   |                |                |                |
| 2025 | Personal History                    |                   |                   |                   |                |                |                |

## Singoli
| Anno | Titolo                                | Posizioni Grafico | Posizioni Grafico | Posizioni Grafico | Album                                        |
| Anno | Titolo                                | U.S. Country      | U.S. Hot 100      | U.S. AC           | Album                                        |
| ---- | ------------------------------------- | ----------------- | ----------------- | ----------------- | -------------------------------------------- |
| 1989 | "How Do"                              | 19                |                   |                   | State of the Heart                           |
| 1989 | "Never Had It So Good"                | 8                 |                   |                   | State of the Heart                           |
| 1990 | "Quittin' Time"                       | 7                 |                   |                   | State of the Heart                           |
| 1990 | "Something of a Dreamer"              | 14                |                   |                   | State of the Heart                           |
| 1991 | "You Win Again"                       | 16                |                   |                   | Shooting Straight in the Dark                |
| 1991 | "Right Now"                           | 15                |                   |                   | Shooting Straight in the Dark                |
| 1991 | "Down at the Twist and Shout"         | 2                 |                   |                   | Shooting Straight in the Dark                |
| 1992 | "Going Out Tonight"                   | 14                |                   |                   | Shooting Straight in the Dark                |
| 1992 | "I Feel Lucky"                        | 3                 |                   |                   | Come On Come On                              |
| 1992 | "Not Too Much to Ask" (w/ Joe Diffie) | 15                |                   |                   | Come On Come On                              |
| 1993 | "Passionate Kisses"                   | 4                 | 57                | 11                | Come On Come On                              |
| 1993 | "The Hard Way"                        | 11                |                   |                   | Come On Come On                              |
| 1993 | "The Bug"                             | 16                |                   |                   | Come On Come On                              |
| 1994 | "He Thinks He'll Keep Her"A           | 2                 |                   |                   | Come On Come On                              |
| 1994 | "I Take My Chances"                   | 2                 |                   |                   | Come On Come On                              |
| 1994 | "Shut Up and Kiss Me"                 | 1                 | 90                |                   | Stones in the Road                           |
| 1995 | "Tender When I Want to Be"            | 6                 |                   |                   | Stones in the Road                           |
| 1995 | "House of Cards"                      | 21                |                   |                   | Stones in the Road                           |
| 1995 | "Why Walk When You Can Fly?"          | 45                |                   |                   | Stones in the Road                           |
| 1996 | "Grow Old With Me"                    |                   |                   | 17                | Working Class Hero: A Tribute to John Lennon |
| 1996 | "Let Me Into Your Heart"              | 11                |                   |                   | A Place in the World                         |
| 1997 | "I Want to Be Your Girlfriend"        | 35                |                   |                   | A Place in the World                         |
| 1997 | "The Better to Dream of You"B         |                   |                   |                   | A Place in the World                         |
| 1997 | "Keeping the Faith"                   | 58                |                   |                   | A Place in the World                         |
| 1999 | "Almost Home"                         | 22                | 85                |                   | Party Doll and Other Favorites               |
| 1999 | "Wherever You Are"                    | 55                |                   |                   | Party Doll and Other Favorites               |
| 2001 | "Simple Life"                         | 53                |                   |                   | Time* Sex* Love*                             |
| 2004 | "What Would You Say to Me"B           |                   |                   |                   | Between Here and Gone                        |
| 2004 | "Beautiful Racket"B                   |                   |                   |                   | Between Here and Gone                        |
| 2007 | "On With the Song"B                   |                   |                   |                   | The Calling                                  |
| 2007 | "It Must Have Happened"B              |                   |                   |                   | The Calling                                  |

- ARaggiunto #1 negli U.S.A. Radio & Records grafico singoli country.
- BGrafico Impossibile.